# Isabel Noronha
Isabel Helena Vieira Cordato de Noronha (Lourenço Marques, 18 de março de 1964) é uma realizadora de cinema moçambicana.

## Biografia
Nasceu em 1964 em Lourenço Marques (actual Maputo), em Moçambique no período colonial português.  O seu pai nasceu em Goa durante a administração portuguesa do território, tendo sido o primeiro médico português colocado na província de Inhambane, em 1928. A sua mãe que nasceu em Portugal, mas optou pela nacionalidade moçambicana após a Independência de Moçambique, era Assistente Social de profissão, tendo sido directora do Instituto de Educação e Serviço Social em Moçambique e directora pedagógica do Ministério da Saúde após a Independência. 
Isabel Noronha fez a escola primária ainda no período colonial, na escola Rainha Santa Isabel. Em 1974, durante o período de transição para a Independência, estudou no liceu D. Ana da Costa Portugal que, em 1975, aquando da Independência de Moçambique, ganhou o nome de Escola Secundária Josina Machel. Foi aí que Isabel estudou até ao 9º ano, tendo frequentado depois a Escola Secundária Francisco Manyanga, onde terminou a 11ª classe, ingressando depois na Faculdade de Educação da Universidade Eduardo Mondlane.[carece de fontes?]
Em 1984, aos vinte anos de idade, Isabel Noronha inicia o seu percurso de cineasta no Instituto Nacional de Cinema, onde trabalha como assistente de produção, assistente de realização, continuísta, diretora de produção e finalmente realizadora, aprendendo cinema com realizadores e técnicos moçambicanos, na prática do Kuxa kanema ( jornal cinematográfico de actualidades), documentários e filmes de ficção produzidos nesta instituição. Aí realiza os seus dois primeiros documentários em película: Hosi Katekisa Moçambique  e Manjacaze (documentário de guerra). 
Depois do incêndio do Instituto Nacional de Cinema, começa a trabalhar como cineasta independente. É membro fundador da primeira Cooperativa Independente de Vídeo (COOPIMAGEM), onde em 1991 realiza o documentário Assim na Cidade ,  sobre crianças refugidas de guerra, que vendem jornais na cidade de Maputo. Já mãe de uma filha ( Lara Carolina Noronha Abranches de Sousa, 1991), persegue o seu sonho de estudar Psicologia, curso que só começou a existir em Moçambique em 1986, após a criação do Instituto Superior Politécnico e Universitário, primeira universidade privada do país. Em 2002 termina a licenciatura em Psicologia Clínica e Aconselhamento e passa a leccionar nesta instituição as disciplinas de Psicanálise, Psicologia Social, da Personalidade, das Emoções, Orientação Vocacional e Psicologia da Comunicação. Em 2007, termina o seu mestrado em Saúde Mental e Clínica Social pela Universidade de Léon, Espanha. [carece de fontes?]
A partir de 2003, procura compaginar a sua actividade de docente e psicoterapeuta de inspiração analítica, com a actividade de cineasta. Faz parte do grupo de cineastas que funda a Associação Moçambicana de Cineastas ( AMOCINE). Realiza com subvenção do Fundo de Apoio ao Cinema o documentário Sonhos Guardados  e em 2006, a sua primeira longa-metragem documental, Ngwenya, o crocodilo sobre o pintor moçambicano Malangatana Valente Ngwenya, em que inicia um percurso de utilização experimental de metodologia dialógica para a escrita e realização fílmica, que virá a utilizar daí em diante em vários dos seus documentários. 
Sempre interessada em temáticas sociais, depara-se no seu país, aquando da realização dos seus documentários, com um denso silêncio sobre as histórias pessoais, familiares e políticas, que atravessa todas as trajectórias sociais,  obrigando-a a pensar a utilização do dispositivo de cinema como meio para fazer face aos Indizíveis da História do país e, simultaneamente, como ferramenta terapêutica. Este movimento inicia com Trilogia das Novas Famílias, uma trilogia documental sobre os novos modelos familiares de Moçambique, como resultado da síndrome da imunodeficiência adquirida.
Colocada ao longo deste processo face à necessidade de certos sujeitos, expostos a situações de risco (tanto psicológico como social ou político), poderem contar as suas histórias mantendo contudo o anonimato inicia, junto com Vivian Altman, realizadora franco-brasileira de animação, uma série de filmes em que misturam técnicas de documentário e animação. São exemplo desta pesquisa metodológica e formal,  Mãe dos Netos, um filme sobre uma avó ao cuidado de quem ficaram 14 netos depois da morte de seu filme e suas 7 esposas; SALANI , sobre crianças traficadas na fronteira entre Moçambique e a África do Sul;   Meninos de Parte Nenhuma, sobre crianças escravizadas por adultos dentro das suas próprias famílias ou tendo sido retiradas destas. [carece de fontes?]
Em 2012, co-realiza com três outras realizadoras( Altman (Brasil), Firouzeh Khosrovani (Irão), Irene Cardona (Espanha), Espelho Meu' , o primeiro dos seus filmes com uma temática de género, sobre mulheres de diferentes lugares do mundo ao espelho. No mesmo sentido, com realiza com Camilo de Sousa,  Na Dobra da Capulana.  
Ao longo deste percurso, vai-se dando conta de que necessita de mais ferramentas teóricas, para além da Psicologia, para compreender as realidades sociais com que se depara. Inicia então, o doutorado em Antropologia Social na UNICAMP (Brasil) que termina em 2018.Ao longo do seu percurso de doutoramento (2014-2018) foi aprofundando esta pesquisa metodológica buscando caminhos transversais e interdisciplinares que permitissem trabalhar questões da memória, trauma e silenciamento político, incluindo o uso da construção fílmica como ferramenta  terapêutica para lidar com Indizíveis. Neste sentido, defendeu a sua tese “ Tacteando o Indizível”, realizada com metodologia dialógica para lidar com questões de memória e silenciamento político.[carece de fontes?]
De 2017 a 2019 trabalha como pesquisadora convidada do CES (Coimbra), co-realizando com Camilo de Sousa o filme “ O Homem Novo, entre a Luta e os Afectos”,  finalizado com apoio do ICA à pós-produção e estreado no DocLisboa (2019) com o título de Sonhámos um País.[carece de fontes?]
Pesquisa actualmente Identidades, Cultura e Vulnerabilidades; Memória e Silenciamento, em contextos colonial e pós-independência, em especial o uso do cinema como ferramenta terapêutica, de pesquisa social,  de testemunho, de descolonização e abertura a outros saberes.[carece de fontes?]
Em 2019, foi convidada a juntar-se ao projecto “The Colour of Labour”, desenvolvendo actualmente pesquisa  sobre o sul de Angola, sob orientação da Professora Cristiana Bastos. 

## Prémios e reconhecimentos
Venceu o Grande Prémio do Festival Internacional de Vídeo de Oeiras, com o documentário Assim na Cidade em 1993.
Com documentário Sonhos Guardados é premiada em vários festivais em 2004, entre eles: o FIKE (Festival de Curtas de Évora) onde recebe o Prémio Instituto Camões para o Melhor Filme de Expressão Lusófona e o Prémio KUXA-KANEMA para melhor filme moçambicano, do Fundo de Apoio à Cultura de Moçambique.
Em 2005, voltou a ser galardoado com vários prémios, nomeadamente: o Special Merit Award no Amakula International Film Festival (Uganda), o ZIFF Documentary Award (Zanzibar); o Prémio Andorinha Digital para melhor curta-metragem no CINEPORT. 
Em 2009, foi homenageada no festival brasileiro CINEPORT, tenho sendo galardoada com o Troféu Humberto Mauro.  No mesmo ano, o documentário sobre o pintor Malangatana, intitulado Ngwenya, o Crocodilo, foi distinguido com o Prémio "Janela para o Mundo" e considerado o melhor documentário da África, Ásia e América latina, no Festival de Cinema Africano de Milão. 
Pelo seu filme Mãe dos Netos recebeu o prémio, em 2009, o de Mulher Criadora no Festival Cineposible, que decorreu em Almendralejo (Espanha). Em 2010, voltou a ser premiado  com o Prémio de Melhor Filme de Animação no Terra di Tutti Film Festival, em Bolonha. 
A Trilogia das Novas Famílias também foi distinguida na  edição de 2010 do Terra di Tutti Film festival com uma menção honrosa, tendo já sido premiada anteriormente, com o Prémio KUXA-KANEMA, do Fundo de Apoio à Cultura, em 2008. 
Em 2011, ganhou o prémio de Melhor Documentário no Festival Documenta-Madrid com o filme Espelho Meu. 
Integrou o júri da secção de documentário do festival CINEPORT de 2011.  

## Filmografia
Entre os seus filmes encontram-se: 
- 1987 - Kuxa-Kanema [5]
- 1987 - Manjacaze
- 1988 - Hosi Katekisa Moçambique
- 1992 - Assim, na Cidade
- 1993 - As Mães da Terra
- 2004 - Sonhos Guardados
- 2007 - Ngwenya, o Crocodilo (documentário sobre o pintor Malangatana) [16]
- 2007 - Trilogia das Novas Famílias, composta pelos documentários: Caminhos do Ser, Delfina, Mulher-Menina, Ali-Aleluia
- 2008 - Mãe dos Netos (co-realizado com Vivian Altman) [2]
- 2009 - Maciene: Para Além do Sonho
- 2010 - SALANI (co-realizado com Vivian Altman)
- 2012 - Meninos de Parte Nenhuma (co-realizado com Vivian Altman)
- 2012 - Espelho Meu (co-realizado com Vivian Altman (Brasil), Firouzeh Khosrovani (Irão), Irene Cardona (Espanha)  [7]
- 2014 - Na Dobra da Capulana (co-realizado com Camilo de Sousa)
- 2018 - O Homem Novo, entre a Luta e os Afectos (co-realizado com Camilo de Sousa)
- 2019 - Sonhámos um País (co-realizado com Camilo de Sousa) [17]

## Nota
- Este artigo foi inicialmente traduzido, total ou parcialmente, do artigo da Wikipédia em francês cujo título é «Isabel Noronha», especificamente desta versão.